# Literaturpreis des Fonds der Chemischen Industrie
Der Literaturpreis des Fonds der Chemischen Industrie ist ein seit 1970 für chemische Literatur vergebener Preis des Fonds der Chemischen Industrie.
Er wird an Lehrbücher, Monographien, Fachzeitschriften der Chemie und benachbarter Fächer und in Ausnahmefällen auch für neue Medien vergeben und der Preisträger sollte eine Lücke in der Fachliteratur schließen oder einen besonderen Einfluss auf Wissenschaft und Wirtschaft haben. Er ist mit einem Preisgeld verbunden.

## Preistragende
- 1970 Felix Lindenblatt[2] für Chemie experimentell
- 1972 Horst-Dieter Försterling, Hans Kuhn für Physikalische Chemie in Experimenten
- 1978 Otto-Albrecht Neumüller für Römpp´s Chemielexikon, 7. Auflage
- 1979 Barbara Schröder, Jürgen Rudolph für die Redaktion Chemie in unserer Zeit
- 1980 Siegfried Hünig, Gottfried Märkl, Jürgen Sauer für Integriertes Organisches Praktikum
- 1982 Lutz Friedjan Tietze, Theophil Eicher für Reaktionen und Synthesen im Organisch-Chemischen Praktikum
- 1985 Ernst-Ludwig Winnacker für Gene und Klone. Einführung in die Gentechnologie.
- 1987 Hans-Gerd Padeken für die Redaktion Houben-Weyl: Methoden der Organischen Chemie
- 1988 Christoph Elschenbroich, Albrecht Salzer für Organometallchemie
- 1989 Christian Reichardt für Lösungsmittel und Lösungsmitteleffekte
- 1990 Fritz Vögtle für Supramolekulare Chemie
- 1991 Peter Gölitz für die Redaktion Angewandte Chemie
- 1992 Ulrich Müller für Anorganische Strukturchemie
- 1993 Wolfgang Kaim, Brigitte Schwederski[3] für Bioanorganische Chemie
- 1994 Manfred Eigen, Hubert Markl für ihr publizistisches Gesamtwerk, zum Beispiel Stufen zum Leben
- 1995 Herbert W. Roesky, Klaus Möckel für Chemische Kabinettstücke
- 1996 Gerhard Quinkert, Ernst Egert, Christian Griesinger für Aspekte der Organischen Chemie.
- 1997 Roald Hoffmann für The Same and Not The Same
- 1998 Reinhard Brückner für Reaktionsmechanismen – organische Reaktionen, Stereochemie, moderne Synthesemethoden.
- 1999 Hans-Joachim Böhm, Gerhard Klebe, Hugo Kubinyi für Wirkstoffdesign
- 2000 Jerome A. Berson für Chemical Creativity
- 2001 Henning Hopf für Classics in Hydrocarbon Chemistry
- 2003 Peter Atkins für Moleküle und sein Gesamtwerk in Physikalischer Chemie und darüber hinaus
- 2004 Oliver Sacks für Onkel Wolfram
- 2005 Werner Müller-Esterl für Biochemie. Eine Einführung für Mediziner und Naturwissenschaftler
- 2006 Gisela Lück für Leichte Experimente für Eltern und Kinder und Neue leichte Experimente für Eltern und Kinder
- 2007 Burkhard König für Neues und nachhaltigeres organisch-chemisches Praktikum (NOP)
- 2008 Reinhard Renneberg für Biotechnologie für Einsteiger
- 2009 Stefan Berger, Dieter Sicker für Classics in Spectroscopy
- 2010 Doris Fischer-Henningsen für Chemie in unserer Zeit
- 2011 Arno Behr, David W. Agar, Jakob Jörissen für Einführung in die Technische Chemie
- 2012 Reinhard Zellner für Chemie über den Wolken
- 2014 Gerd Ganteför für Alles Nano oder was ? Nanotechnologie für Neugierige.
- 2015 Sebastian Koltzenburg, Michael Maskos, Oskar Nuyken für Polymere: Synthese, Eigenschaften und Anwendungen
- 2017 Tanja Schirmeister, Carsten Schmuck, Peter Wich für die Neubearbeitung des Lehrbuchs Beyer-Walter Lehrbuch der Organischen Chemie
- 2018 Roland Full für Vom Urknall zum Gummibärchen
- 2019 Armin Bunde, Jürgen Caro, Gero Vogl, Jörg Kärger für das Lehrbuch Diffusive Spreading in Nature, Technology and Society
- 2020 Arno Behr, Thomas Seidensticker für das Lehrbuch Einführung in die Chemie nachwachsender Rohstoffe
- 2021 Armin Börner für Chemie – Verbindungen fürs Leben
- 2022 Stefan Kubik für Supramolecular Chemistry
- 2023 Joachim Dohmann für Experimentelle Einführung in die Elektrochemie
- 2024 Günter Klar, Armin Reller für Das Werden der Chemie
- 2025 Mai Thi Nguyen-Kim, Marie Meimberg für BiBiBiBer hat da mal´ne Frage. Warum leuchten Sterne?